# Beatitudini evangeliche

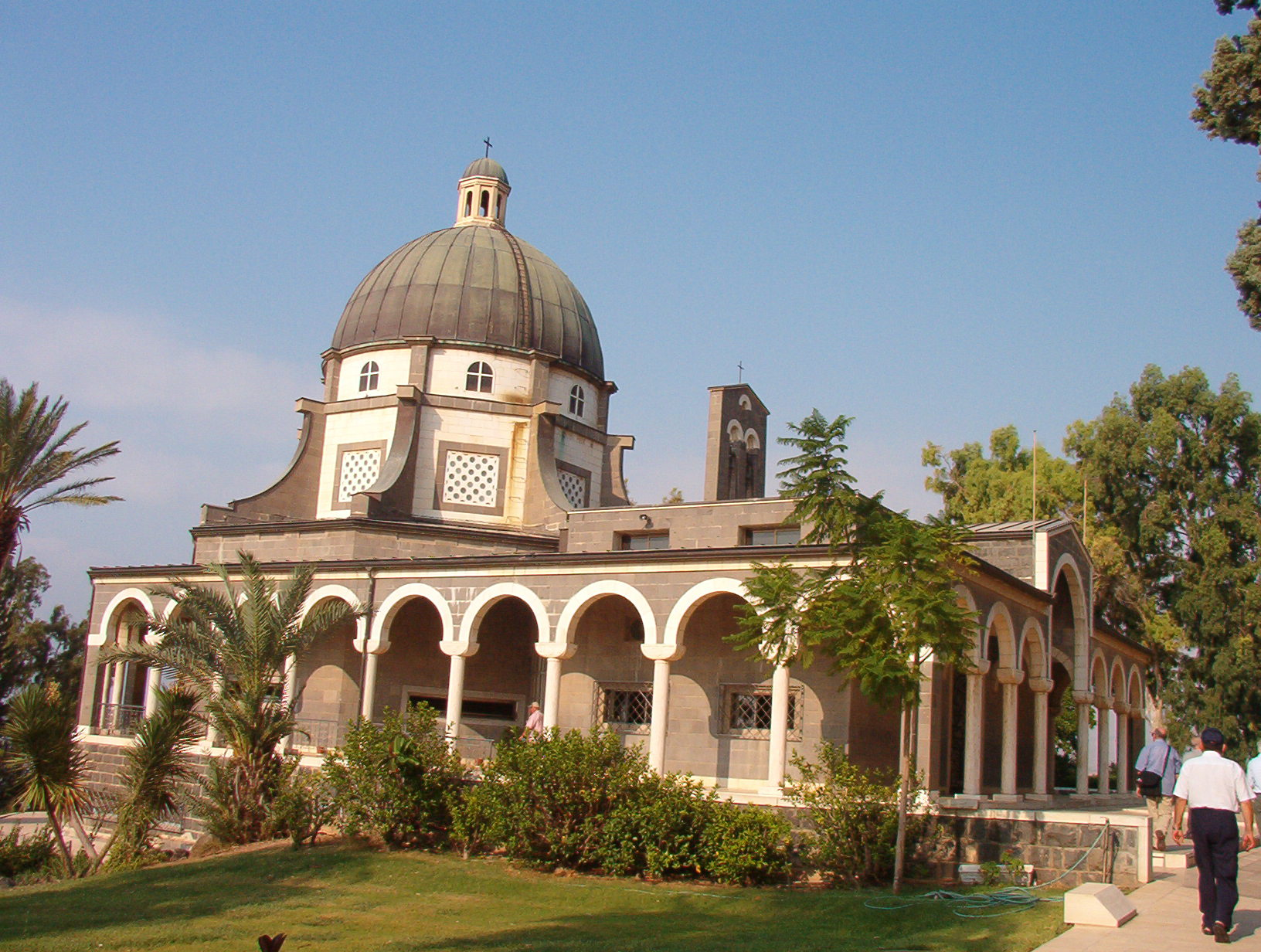
Chiesa edificata in Israele sul luogo dove, secondo la tradizione, Gesù avrebbe proclamato le Beatitudini.

Le beatitudini evangeliche sono una parte molto conosciuta del Discorso della Montagna di Gesù, riportate dal Vangelo secondo Matteo (Mt 5:3-12), e del Discorso della Pianura, dove vengono riportate dal Vangelo secondo Luca (Lc 6:20-38); una versione ridotta è tramandata dai versetti 54 e 69 del Vangelo di Tommaso.
Nel rito bizantino le beatitudini del Vangelo secondo Matteo vengono recitate, di solito tramite il canto, in ogni celebrazione eucaristica.

## Nel Vangelo secondo Matteo

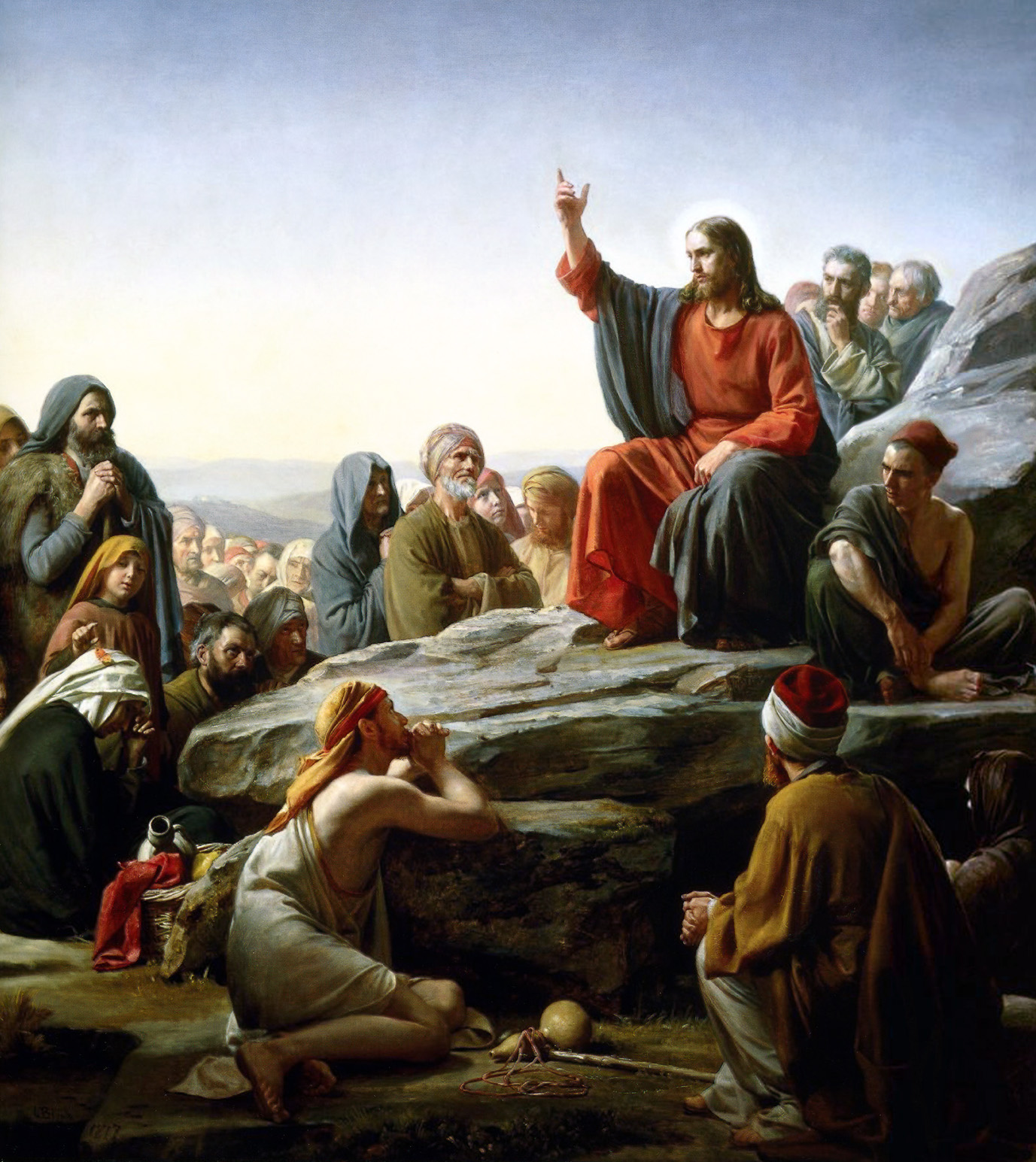
Il discorso della Montagna. Dipinto di Carl Heinrich Bloch.

In questo vangelo vengono enunciate nove beatitudini e sono considerate dai credenti un modello per vivere secondo gli insegnamenti di Gesù. Le Beatitudini, infatti, descrivono le caratteristiche per essere veramente felici. Quelli che vivono questo messaggio sono i Beati, cioè i felici, coloro che vivono nel Regno di Dio.
Le Beatitudini rappresentano la persona di Gesù, sono l'identità del cristiano, il cristiano che vive secondo questi insegnamenti è consapevole di portare la croce della vittoria, l'emblema della risurrezione; come Cristo nel momento della trasfigurazione durante il dialogo con Elia e Mosè, alla presenza di tre apostoli, disse che se prima non fosse stato innalzato sulla croce non sarebbe potuto entrare nella gloria del Padre, spazzando via la morte.
Così il cristiano, se non s'identifica nella persona di Cristo (ad esempio confrontandosi con le beatitudini), non può accedere al Regno di Dio.
Beati gli afflitti, perché saranno consolati.

Beati i miti, perché erediteranno la Terra.

Beati quelli che hanno fame e sete della giustizia, perché saranno saziati.

Beati i misericordiosi, perché troveranno misericordia.

Beati i puri di cuore, perché vedranno Dio.

Beati gli operatori di pace, perché saranno chiamati figli di Dio.

Beati i perseguitati a causa della giustizia, perché di essi è il regno dei cieli.

Beati voi quando vi insulteranno, vi perseguiteranno e, mentendo, diranno ogni sorta di male contro di voi per causa mia.

## Nel Vangelo secondo Luca

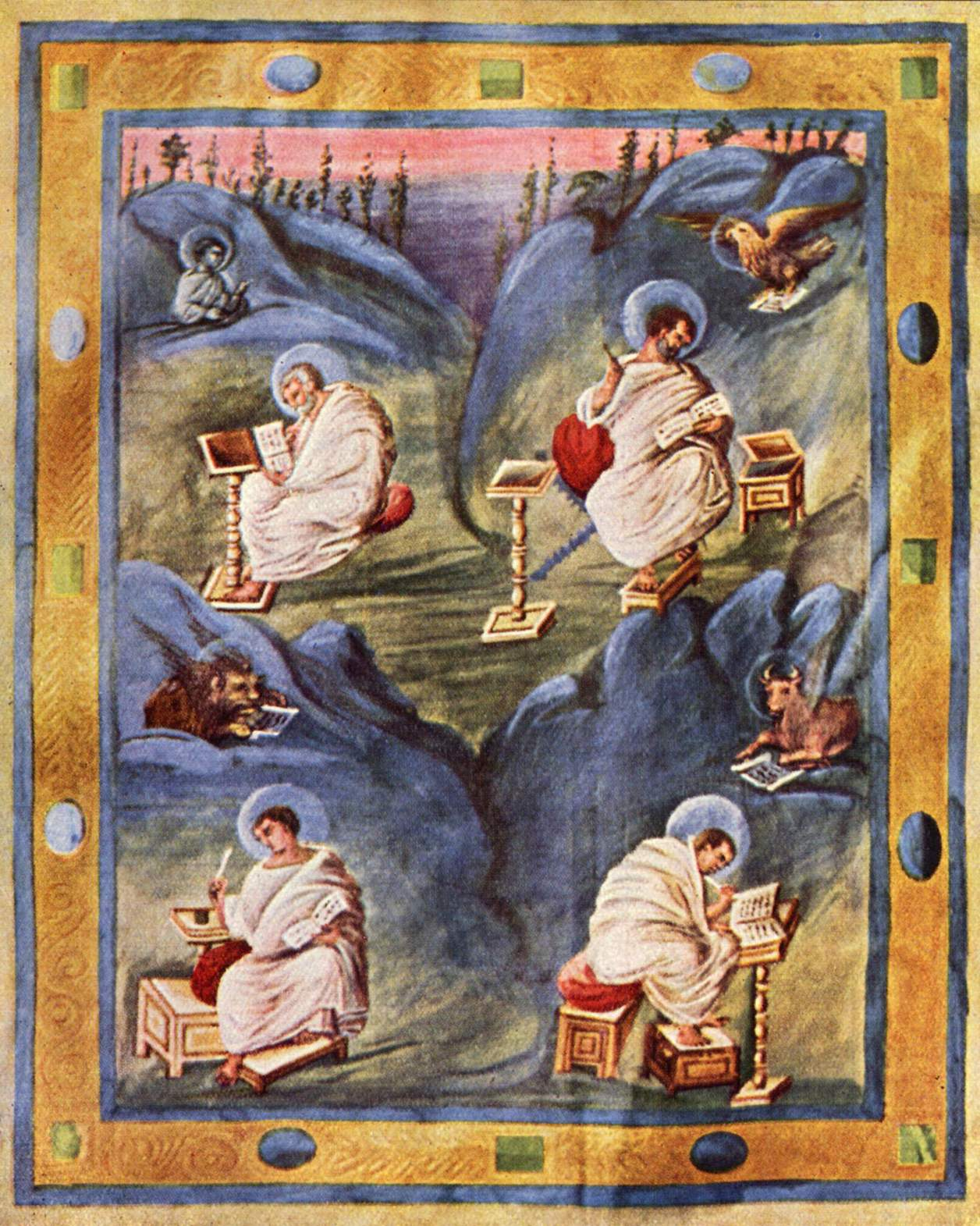
Rappresentazione dei quattro evangelisti: Matteo (uomo-angelo), Marco (leone alato), Luca (toro alato) e Giovanni (aquila).

In questo vangelo le beatitudini sono quattro e sono accostate a quattro "guai". Queste beatitudini hanno un carattere maggiormente sociale. Gesù parla alla seconda persona plurale, quindi in modo diretto e immediato, mentre nel Vangelo secondo Matteo parla alla terza persona singolare. 
Ecco le quattro beatitudini:
Beati voi che ora avete fame, perché sarete saziati.

Beati voi che ora piangete, perché riderete.

Ed ecco i quattro guai:
Guai a voi che ora siete sazi, perché avrete fame.

Guai a voi che ora ridete, perché sarete afflitti e piangerete.

Inoltre in tale vangelo ci sono altre beatitudini:
"Beati gli occhi che vedono ciò che voi vedete" (Lc 10,23)

"Beati piuttosto coloro che ascoltano la parola di Dio e la osservano!" (Lc 11,28).
Luca nota che Gesù, prima di pronunciare le beatitudini, "alza gli occhi verso i suoi discepoli." Si rivolge quindi ai cristiani che sono diventati poveri perché perseguitati, spogliati dei loro beni a causa della loro fedeltà a Cristo. Essi sono chiamati beati perché a loro appartiene il Regno di Dio.

## Vangelo di Tommaso (vangelo apocrifo)
(Vangelo di Tommaso, 54)
Gesù disse, "Beati quelli che sono stati perseguitati nei cuori: sono loro quelli che sono arrivati a conoscere veramente il Padre.
Beati coloro che sopportano la fame, così che lo stomaco del bisognoso possa essere riempito."»
(Vangelo di Tommaso, 68-69)

## Liturgia
Questi versetti sono recitati ogni giorno nella Divina Liturgia di Giovanni Crisostomo, la liturgia più usata nella Chiesa ortodossa e nel rito bizantino della Chiesa cattolica. Le beatitudini sono il cuore del messaggio di Cristo cioè del Regno dei Cieli.